# Lithadia
Lithadia is een geslacht van kreeftachtigen uit de klasse van de Malacostraca (hogere kreeftachtigen).

## Soorten
- Lithadia barnardi Stebbing, 1920
- Lithadia brasiliensis (von Martens, 1872)
- Lithadia cadaverosa Stimpson, 1871
- Lithadia conica (Coelho, 1973)
- Lithadia cumingii Bell, 1855
- Lithadia granulosa A. Milne-Edwards, 1880
- Lithadia obliqua (Coelho, 1973)
- Lithadia vertiginosa (Coelho, 1973)